# زلاتيبور (مدينة)
زلاتيبور (Златибор) هي مدينة في زلاتيبور في مقاطعة وسط صربيا في صربيا.
يبلغ عدد سكانها حوالي 2691 نسمة.